# Tonga Loa
Pour les articles homonymes, voir Camacho et Fifita.
Tevita Fifita (né le 7 mai 1983 à Kissimmee (Floride)) est un catcheur (lutteur professionnel) américain. Il travaille actuellement à la World Wrestling Entertainment, dans la division SmackDown, sous le nom de Tonga Loa.
Il est le fils de l'ancien catcheur Tonga Fifita (Haku) et le frère de Alipate Fifita (connu sous le nom de Tama Tonga) et de Taula Fifita (connu sous les noms de Hikuleo). Il a précédemment lutté à la WWE sous le nom de Camacho, puis à la New Japan Pro-Wrestling sous le nom de Tanga Loa.

## Carrière

### Débuts et entraînement (2006-2009)
Avant de faire ses débuts dans le catch professionnel, Tevita Fifita a été entraîné par Bully Ray et Devon à la Team 3D Academy (centre d'entraînement au catch).

### World Wrestling Entertainment (2009-2014)

#### Florida Championship Wrestling (2009-2011)
En 2009, Fifta signe un contrat avec la World Wrestling Entertainment et est envoyé à la Florida Championship Wrestling, où il lutte sous le nom de Donny Marlow. Il remporte une fois les Championnats par équipe de la FCW avec CJ Parker le 21 juillet 2011 contre Calvin Raines et Big E Langston. Ils perdront les titres contre Brad Maddox et Briley Pierce le 3 novembre.

#### Débuts et alliance avec Hunico (2011-2014)
Il fait ses débuts lors du Superstars du 8 décembre 2011 en accompagnant Hunico pour son match contre Trent Barreta. Depuis, il accompagne Hunico pour chacun de ses matchs. Il fait ses débuts sur le ring lors d'une bataille royale le 17 février 2012 à SmackDown, mais il est éliminé par Ted DiBiase. Il participe à plusieurs attaques envers Ted DiBiase, jusqu'à ce que ce dernier se blesse au bras droit. Lors du Superstars du 26 avril, lui et Hunico battent les Usos. Lors du SmackDown du 4 mai, lui et Hunico perdent contre R-Truth et Kofi Kingston. Lors d'Over The Limit, il perd contre Ryback. Lors de SmackDown le 3 juillet, il perd avec Hunico et Drew McIntyre contre Jim Duggan, Santino Marella et Sgt. Slaughter. Lors de NXT le 4 juillet, il perd contre Seth Rollins. Plus tard dans la soirée, il gagne avec Hunico et Michael McGillicutty contre Bo Dallas, Tyson Kidd et Seth Rollins.
Lors de NXT le 11 juillet, il bat Tyson Kidd.

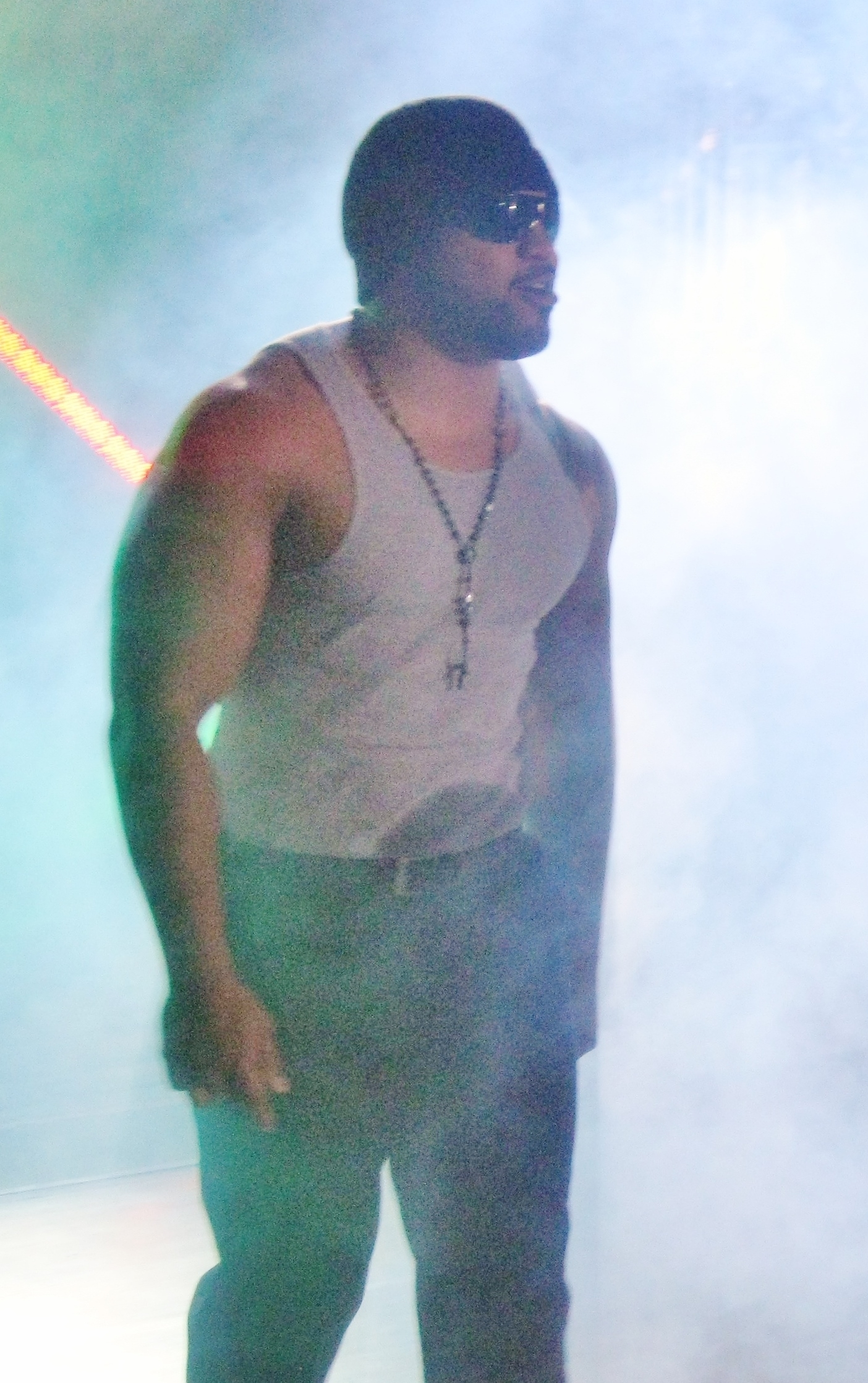
Camacho en avril 2012.

Lors de Money in the Bank, lui et Hunico perdent face à Kofi Kingston et R-Truth et ne remportent pas les Championnats par équipes. Lors de SmackDown le 20 juillet, il gagne avec Darren Young, Hunico et Titus O'Neil contre Epico, Kofi Kingston, Primo et R-Truth. Lors de NXT le 1er août, il perd avec Hunico contre Jason Jordan et Mike Dalton. Lors de NXT le 29 août, il gagne avec Hunico contre Jason Jordan et Mike Dalton.
À la suite de la blessure de Hunico, il débute en solo. Lors de NXT du 24 octobre, il perd contre Brodus Clay. Lors de NXT du 14 novembre, il attaque Big E Langston. Lors du NXT du 21 novembre, il perd contre Big E Langston. Lors de NXT du 19 décembre, il perd avec Aiden English contre Big E Langston. Lors de NXT du 16 janvier, il perd contre Big E Langston.
Après avoir subi une blessure à la NXT, il a subi une intervention chirurgicale pour une fracture du poignet et sera absent pour au moins 8 à 10 semaines.
Il fait son retour au WrestleMania Axxess en perdant avec Hunico contre Ezekiel Jackson et Yoshi Tatsu. Lors de NXT du 8 mai, il perd contre Kassius Ohno. Le 28 juin, dans un House Show à Lakeland, il perd contre Mason Ryan. Lors du Main Event du 4 novembre, il perd avec Hunico face aux Usos.
Lors du Smackdown du 15 novembre, il perd avec Hunico  face au The Great Khali.

#### NXT Wrestling et départ (2014)
Lors de NXT du 29 janvier, il perd contre Corey Graves. Lors de NXT du 6 mars, il perd contre Adrian Neville. Le 8 mai à NXT, il bat Captain Comic.
Le 29 mai à NXT Takeover, il perd face à Adam Rose.[réf. nécessaire]
Le 12 juin 2014, la WWE annonce son départ de la fédération.

### Total Nonstop Action Wrestling (2015-2016)

#### The Rising et départ (2015-2016)
Il fait ses débuts le 3 avril en rejoignant The Rising avec Drew Galloway et Eli Drake. Lors de Impact Wrestling du 10 avril, il gagne avec Drew Galloway et Eli Drake contre The Beat Down Clan (Kenny King, Low Ki et MVP) par disqualification.

### New Japan Pro Wrestling (2016-2024)

#### Bullet Club (2016-2024)
Le 12 mars 2016, il est annoncé comme le membre le plus récent du Bullet Club par son frère  adoptif Tama Tonga , qui a défié Togi Makabe et Tomoaki Honma a à un match pour les IWGP Tag Team Championship lors d' Invasion Attack. Lors d' Invasion Attack, lui et Tama Tonga battent Great Bash Heel (Togi Makabe et Tomoaki Honma) et remportent les IWGP Tag Team Championship. Lors de Wrestling Dontaku, ils conservent leur titres contre Great Bash Heel. Lors de Global Wars 2016, ils font équipe avec les Young Bucks et ils battent Alex Shelley, Chris Sabin, Kushida et Matt Sydal. Lors de Dominion 6.19, ils perdent les IWGP Tag Team Championship contre The Briscoe Brothers (Jay Briscoe et Mark Briscoe). Lors de King of Pro-Wrestling, ils battent The Briscoe Brothers et remportent les IWGP Tag Team Championship pour la deuxième fois. Lors de Power Struggle, ils conservent leur titres contre Chaos (Tomohiro Ishii et Yoshi-Hashi).
Lors de Wrestle Kingdom 11, ils perdent les titres contre Chaos (Tomohiro Ishii et Toru Yano) dans un Three-way tag team match qui comprenaient également Great Bash Heel (Togi Makabe et Tomoaki Honma). Lors du premier tour de la New Japan Cup 2017, il perd contre Yūji Nagata. Lors de Supercard of Honor XI, lui et Tama Tonga font équipe avec Hangman Page mais perdent contre Bully Ray et The Briscoe Brothers et ne remportent pas les ROH World Six-Man Tag Team Championship. Lors de Dominion 6.11, ils battent War Machine et remportent les IWGP Tag Team Championship pour la troisième fois.
Ils participent ensuite au World Tag League 2017, ils remportent cinq matchs pour deux défaites et parviennent à se qualifier pour la finale du tournoi,,. Le 11 décembre, ils perdent contre Los Ingobernables de Japón (Evil et Sanada) et ne remportent donc pas le tournoi,. Le 17 décembre, ils font équipe avec Bad Luck Fale et battent Los Ingobernables de Japón (Bushi, Evil et Sanada) pour remporter les NEVER Openweight 6-Man Tag Team Championship. Lors de Wrestle Kingdom 12, ils perdent les titres contre Chaos (Beretta, Tomohiro Ishii et Toru Yano) dans un Gauntlet match qui comprenaient également Michael Elgin et War Machine, Suzuki-gun (Taichi, Takashi Iizuka et Zack Sabre, Jr.) et Taguchi Japan (Juice Robinson, Ryusuke Taguchi et Togi Makabe). Le lendemain, ils battent Chaos (Beretta, Tomohiro Ishii et Toru Yano) et remporte les NEVER Openweight 6-Man Tag Team Championship pour la deuxième fois. Lors de The New Beginning In Sapporo 2018 - Tag 1, ils conservent les titres contre Ryusuke Taguchi, Toa Henare et Togi Makabe. Lors de ROH/NJPW Honor Rising: Japan 2018 - Tag 2, ils conservent les titres contre Cheeseburger, Delirious et Jushin Thunder Liger. Lors de Sakura Genesis 2018, ils conservent les titres contre Michael Elgin, Ryusuke Taguchi et Togi Makabe. Lors de Wrestling Dontaku 2018, ils perdent les titres contre Bullet Club (Marty Scurll, Matt et Nick Jackson).

#### Rivalité avec le Bullet Club Elite (2018-2019)
Lors de G1 Special In San Francisco, lui, Tama Tonga, King Haku, Yujiro Takahashi et Chase Owens battent Chaos (Yoshi-Hashi, Gedo, Rocky Romero, Sho et Yoh). Après la victoire de Kenny Omega sur Cody dans le main event, Omega s'adresse au fans en compagnie des Young Bucks, ils sont alors rejoints par Tama Tonga, Tanga Loa et King Haku qui venaient pour féliciter Kenny Omega mais les Tongans attaquèrent Kenny Omega et les Young Bucks, formant un nouveau groupe qu'ils nomment The BC Firing Squad. Marty Scurll, Hangman Page, Yujiro Takahashi et Chase Owens viennent en aide aux membres de The Elite mais ils ne parviennent pas à prendre le dessus, Cody se voit alors offrir une place au sein de cette nouvelle faction mais ce dernier attaque alors les Tongans montrant sa fidélité au Bullet Club. Les Tongans quittèrent ensuite le ring en annonçant « être le véritable bullet club et que les querelles pour être leader s'était terminé » puis après le départ des Tongans, Kenny Omega et Cody se réconcilient en se donnant une poignée de main comme un signe d'unité et ainsi réinstaurer Kenny Omega en tant que leader du Bullet Club de leurs côté. Le 11 juillet, il est annoncé sûr la chaîne YouTube des Guerrillas Of Destiny que Bad Luck Fale et HikuLe’o ont rejoint The BC Firing Squad.
Le 12 août, ils font équipe avec Taiji Ishimori et remportent les NEVER Openweight 6-Man Tag Team Championship en battant Bullet Club (Marty Scurll, Matt et Nick Jackson).[réf. nécessaire] Lors de Destruction in Hiroshima, ils conservent les titres contre Juice Robinson, David Finlay et Ryusuke Taguchi. Lors de Fighting Spirit Unleashed, ils battent les Young Bucks et remportent les IWGP Tag Team Championship pour la quatrième fois. Ils participent ensuite au World Tag League 2018, ils remportent dix matchs pour trois défaites et parviennent à se qualifier pour la finale du tournoi. Le 9 décembre, ils perdent contre Los Ingobernables de Japón (Evil et Sanada) et ne remportent donc pas le tournoi. Lors de Wrestle Kingdom 13, ils perdent leurs titres contre Evil et Sanada au cours d'un triple threat match impliquant aussi les Young Bucks. Le lendemain lors de New Year Dash '19, avec Taiji Ishimori, ils conservent les NEVER Openweight 6-Man Tag Team Championship en battant Ryusuke Taguchi, Togi Makabe et Toru Yano. Lors de NJPW Road to the New Beginning - Day 4, ils perdent les titres contre ces derniers.

#### Doubles champions par équipe IWGP et ROH (2019)
Lors de Honor Rising: Japan 2019 - Tag 2, ils battent Evil et Sanada et remportent les IWGP Tag Team Championship pour la cinquième fois. Lors de G1 Supercard, ils remportent un four way tag team the winners take all match qui avait pour enjeux les titres par équipe IWGP et ceux de la ROH face aux Briscoe Brothers, Evil et Sanada et Brody King et PCO et remportent les ROH World Tag Team Championship.
Lors de Manhattan Mayhem 2019, ils perdent les ROH World Tag Team Championship contre The Briscoe Brothers dans un Street Fight Match.

#### Gagnants De La World Tag League (2020)
Ils participent ensuite au World Tag League 2020, ils remportent six matchs pour trois défaites et parviennent à se qualifier pour la finale du tournoi qu'ils remportent en battant FinJuice avec l'aide de Jado et KENTA.

### Consejo Mundial de Lucha Libre (2016)
Le 1er juin 2016, la Consejo Mundial de Lucha Libre annonce Roa et Tonga en tant que participants au International Gran Prix 2016 Tournament. Le 24 juin, ils font équipe avec Sam Adonis et ils battent Atlantis, Diamante Azul et Volador Jr.. Le 1er juillet, il participe au International Gran Prix 2016 Tournament où il est éliminé par Último Guerrero.

### Retour à Impact Wrestling (2022)
Le 27 janvier 2022, il fait son retour à Impact Wrestling en attaquant Jake Something avec Tama Tonga après le match entre Jake Something et Chris Bey, avant que Mike Bailey vient aider Something mais Jay White arrive pour aider ses coéquipiers du Bullet Club. Après l'attaque les Guerrillas of Destiny lance un défi à The Good Brothers pour les Impact World Tag Team Championship.
Lors de No Surrender (2022), ils perdent contre The Good Brothers et ne remportent pas les Impact World Tag Team Championship à la suite de l'intervention de Jay White qui porte son  Blade Runner sur son frére, les virant ainsi du Bullet Club et permettant à Gallows et Anderson de réintegrer le clan,.

### Retour à la World Wrestling Entertainment (2024-…)
Le 4 mai à Backlash, il fait son retour à la World Wrestling Entertainment après 10 ans d'absence en tant que Heel, aide Solo Sikoa et son frère cadet Tama Tonga à battre R-KO (Randy Orton et Kevin Owens) dans un Street Fight match et rejoint officiellement la Bloodline et change de nom pour "Tonga Loa". Le 31 mai à SmackDown, il dispute son premier match aux côtés de son frère et ensemble, les deux catcheurs battent les Street Profits.
Le 23 août à SmackDown, Jacob Fatu devient l'Enforcer de Solo Sikoa et est contraint de lui céder sa ceinture, ce qui fait qu'il devient champion par équipes avec son frère. 
Le 25 octobre à SmackDown, ils ne conservent pas leurs ceintures, battus par Motor City Machine Guns à la suite des interventions extérieures de Roman Reigns et des Usos, ce qui met fin à un règne de 84 jours. Le 2 novembre à Crown Jewel, Solo Sikoa, Jacob Fatu et lui battent Roman Reigns et les Usos dans un 6-Man Tag Team match. Le 30 novembre aux Survivor Series: WarGames, "Big" Bronson Reed, ses trois partenaires et lui perdent face à CM Punk, Roman Reigns, Sami Zayn et The Usos dans son tout premier Men's WarGames match.

## Palmarès
- Florida Championship Wrestling

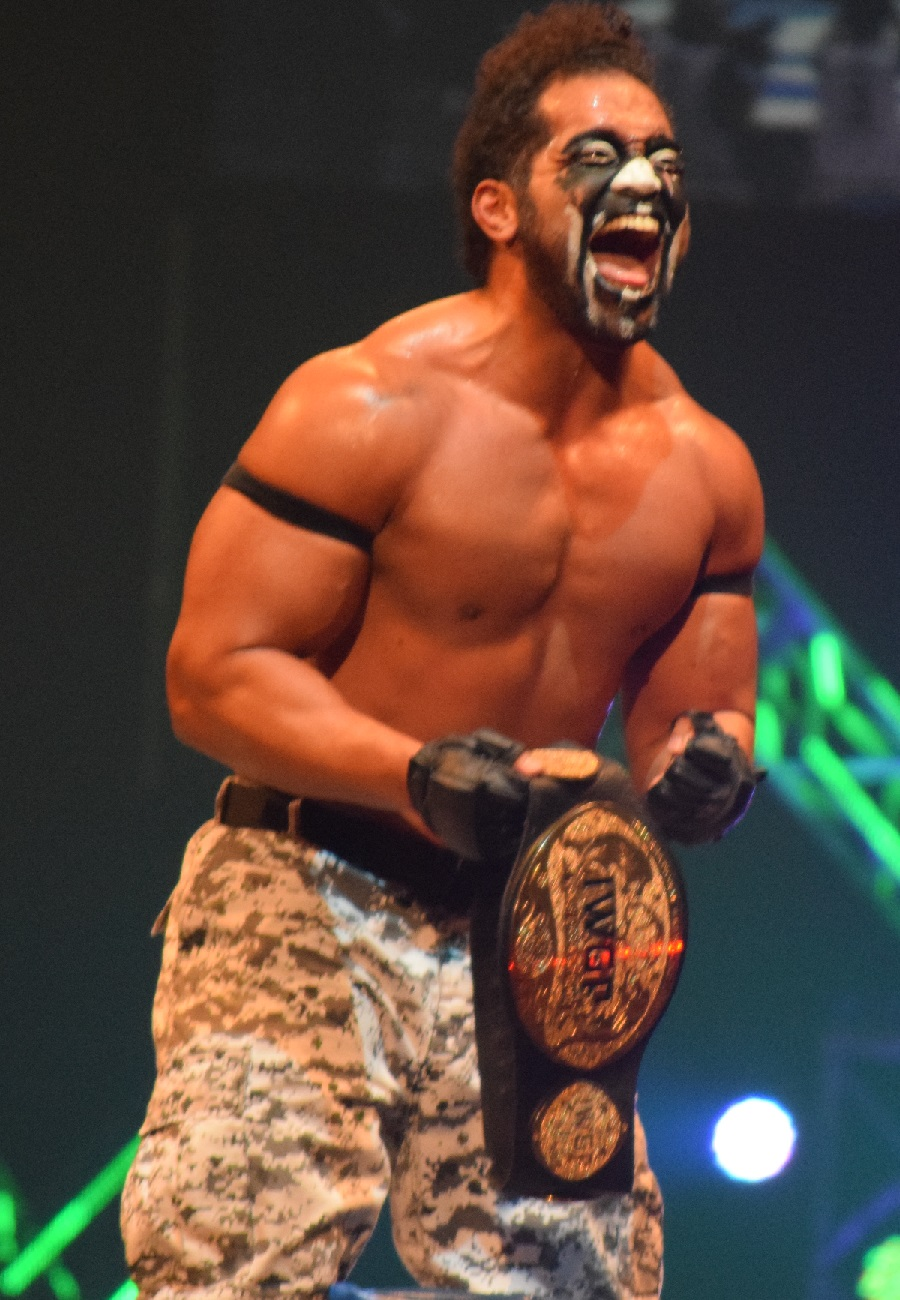
Tanga Loa en tant que IWGP Tag Team Champion en novembre 2016

  - 1 fois FCW Florida Tag Team Champion avec CJ Parker
- New Japan Pro Wrestling
  - 7 fois IWGP Tag Team Championship avec Tama Tonga
  - 3 fois NEVER Openweight 6-Man Tag Team Championship  avec Bad Luck Fale et Tama Tonga (2) et Taiji Ishimori et Tama Tonga (1)
  - World Tag League (2020) avec Tama Tonga
- Ring of Honor
  - 1 fois ROH World Tag Team Championship avec Tama Tonga
- Total Nonstop Action Wrestling
  - Gutcheck (2015)
- World Wrestling Entertainment
  - 1 fois WWE Tag Team Championship avec Tama Tonga
- WrestleCircus
  - 1 fois WC Big Top Tag Team Championship avec Tama Tonga[55]

## Récompenses des magazines
- Pro Wrestling Illustrated

| Année | 2010 | 2011 | 2012 | 2013 | 2014       | 2015 | 2016 | 2017 | 2018 | 2019 | 2020 | 2021 | 2022 |
| ----- | ---- | ---- | ---- | ---- | ---------- | ---- | ---- | ---- | ---- | ---- | ---- | ---- | ---- |
| Rang  | 436  | 337  | 176  | 200  | Non classé | 188  | 324  | 140  | 176  | 97   | 151  | 281  | 312  |